# Пітер Тейлор (веслувальник)
Пітер Тейлор  (англ. Peter Taylor; нар. 3 січня 1984) — новозеландський веслувальник, олімпійський медаліст.

## Виступи на Олімпіадах
| Олімпіада   | Дисципліна         | Місце |
| ----------- | ------------------ | ----- |
| Пекін 2008  | легка двійка парна | 7     |
| Лондон 2012 | легка двійка парна | 3     |